# Hyles calida
Hyles calida är en fjärilsart som beskrevs av Butler 1881. Hyles calida ingår i släktet Hyles och familjen svärmare. Inga underarter finns listade i Catalogue of Life.

## Beskrivning

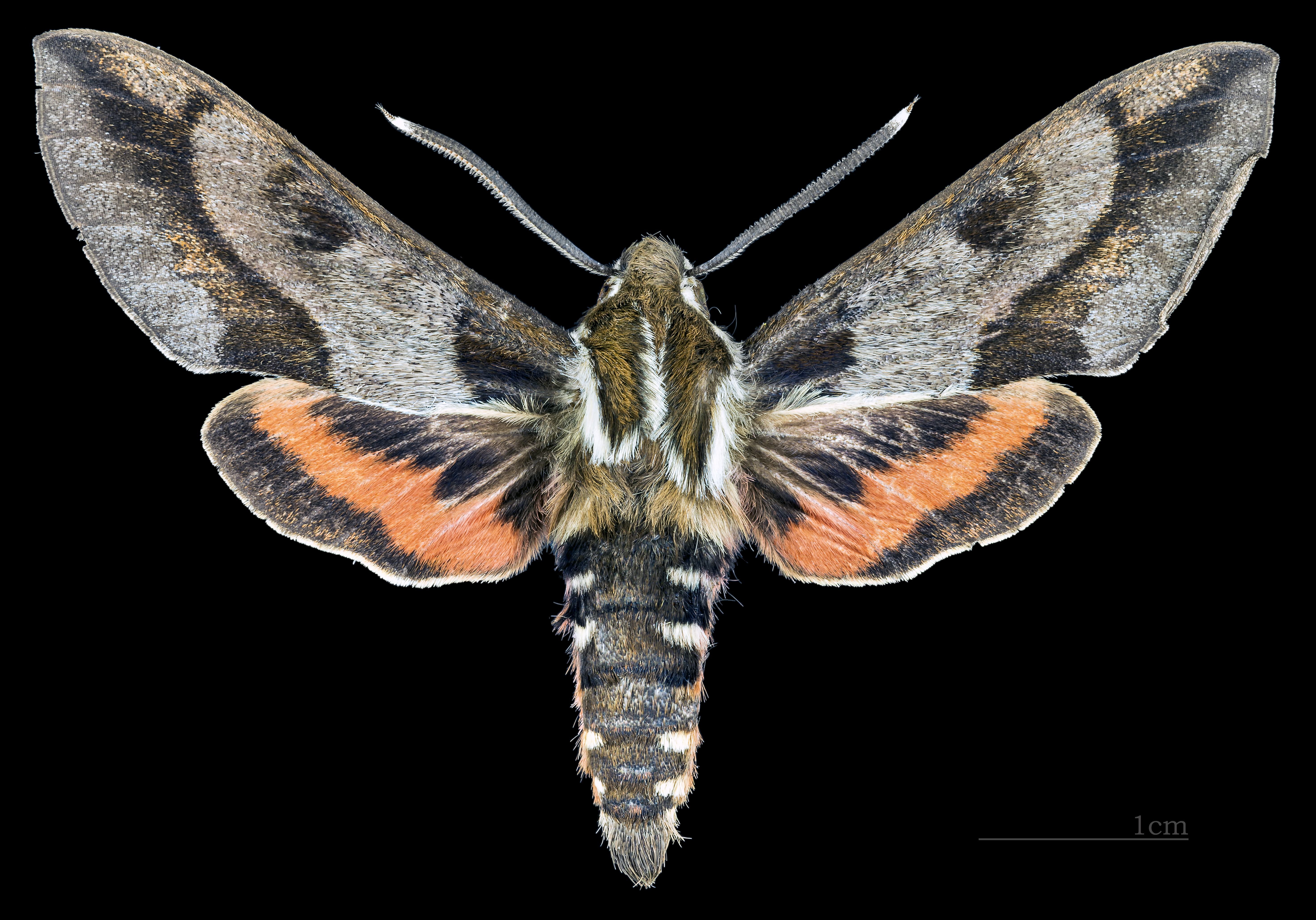
♂
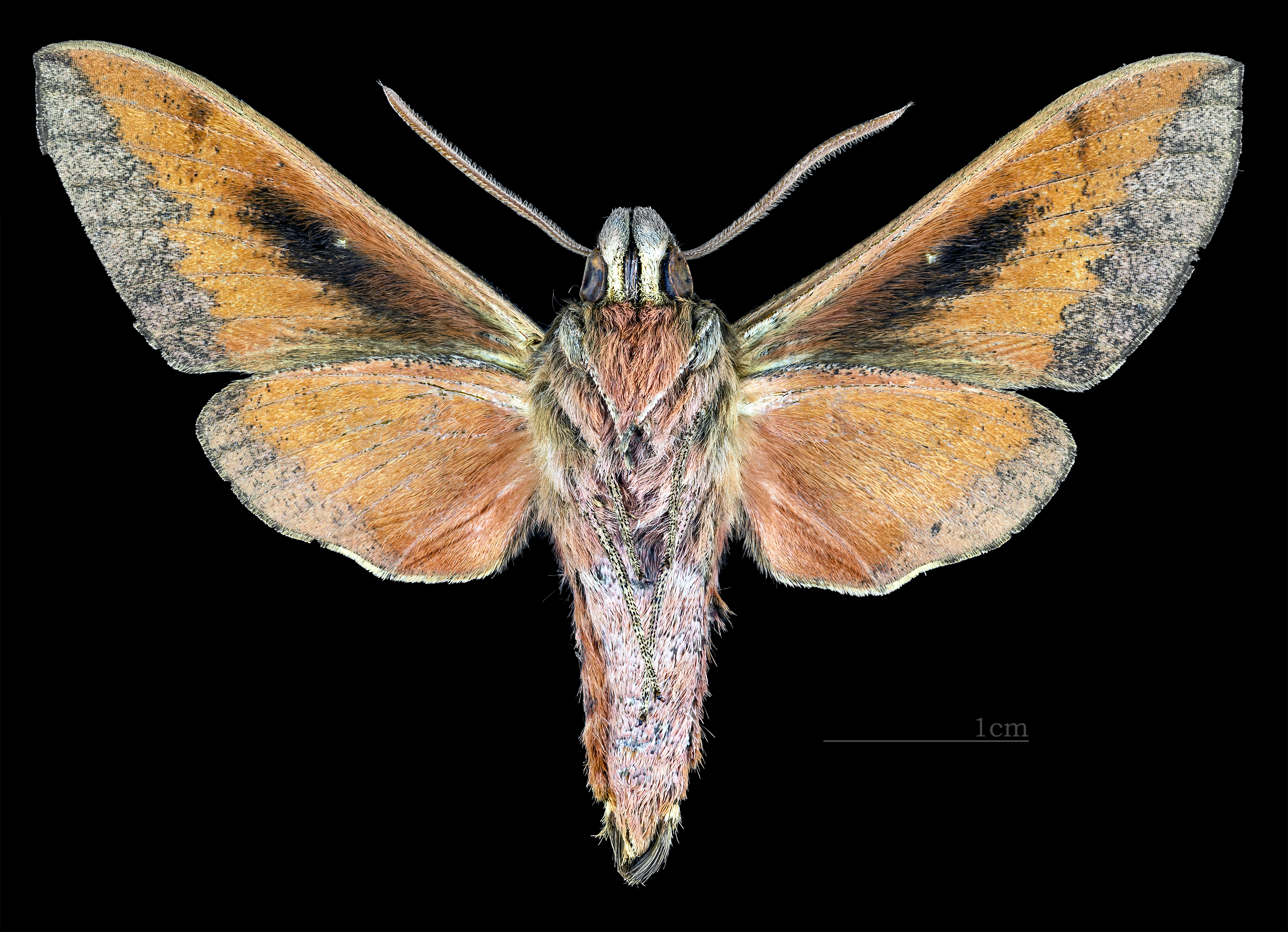
♂ △